# Discos Fuentes
Discos Fuentes Edimúsica S.A. es una empresa discográfica colombiana pionera de la industria fonográfica en Colombia y una de las más antiguas de América Latina, fundada en la ciudad de Cartagena por Antonio Fuentes en 1934. Fue la primera casa discográfica notable del país que introdujo con éxito géneros como la cumbia, el fandango, el merengue, el porro, la salsa y el rock de Colombia.

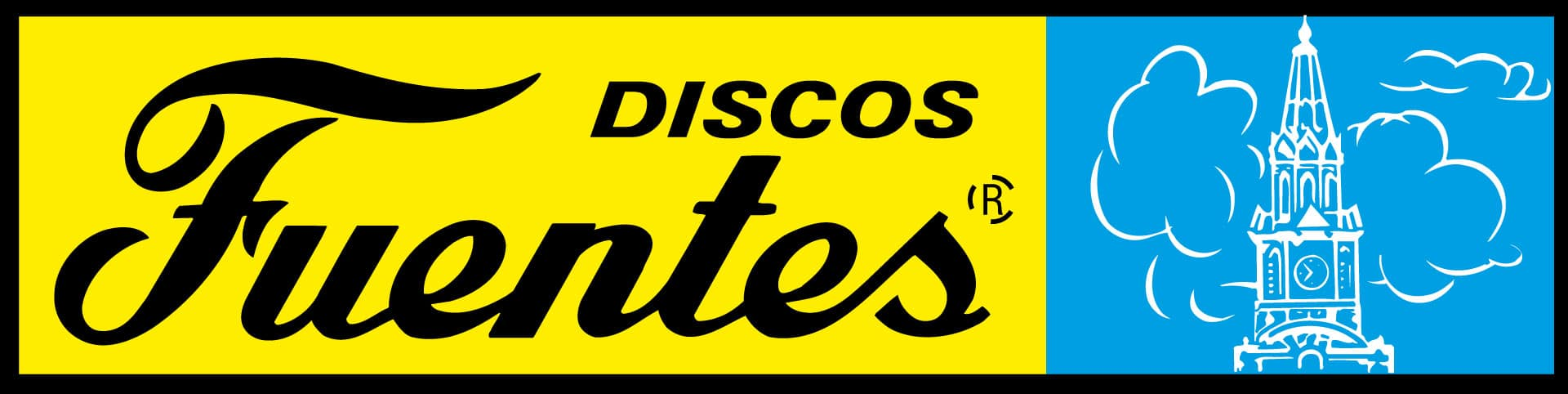
El logo de Discos fuentes

Discos Fuentes es descrita frecuentemente como la versión colombiana de Motown, y alcanzó su apogeo entre los años sesenta y principios de los setenta. La compañía produjo el primer álbum recopilatorio del país conocido como "14 Cañonazos Bailables", siendo famoso por sus portadas provocadoras con hermosas modelos produciendo, hasta 2018, 58 volúmenes, además de ser la primera casa discográfica de país que graba en formato de disco compacto. Tras la muerte de Antonio Fuentes en 1985, la compañía se extendió a la producción de vídeo y adquirió otras pequeñas empresas discográficas del país.

## Historia
Fue fundada por Antonio Fuentes (Cartagena, 18 de mayo de 1907 - Medellín, 28 de mayo de 1985), en Cartagena y en 1960 trasladó sus instalaciones a la ciudad de Medellín. La compañía se destacó ante la industria por sus constantes innovaciones: primera en implementar el sonido estéreo (1960), pionera en producir el primer variado nacional con 14 Cañonazos Bailables (1961), inició la producción de videoclips nacionales para lo cual construyó sus propios estudios de televisión (1989), y fue la primera que comercializó su catálogo en formatos como el casete y el CD. Sus producciones de karaoke y MP3 también se convirtieron en ejemplo para la industria nacional e internacional.
En 1932, Antonio Fuentes había fundado su emisora. Consideraba que era importante rescatar la música de su tierra o la que interpretaba con su guitarra hawaiana, que llenar los espacios de su emisora con música clásica —de la cual fue un gran aficionado—, o copiar el discurso de algún líder internacional y retransmitirlo en su estación. A los dos años concretó el sueño de trabajar con músicos locales y después de obtener los equipos que tenía disponibles en esa época, inició sus primeras grabaciones. Sus primeras fijaciones fueron Dos almas y Deuda al reverso. Después grabó Doble cero de Lucho Bermúdez y La vaca vieja de Clímaco Sarmiento. Con estas primeras producciones es que se convirtió en el pionero de la industria fonográfica para el país.
En esa época (1934–1954) Guillermo Buitrago fue una de sus grabaciones antológicas. También aparecieron artistas de la talla de Bovea y sus Vallenatos, Julio César Sanjuan «Buitraguito», Esther Forero, José Barros, Charlie Figueroa y La Sonora Malecón Club, Los Trovadores de Barú, Lucho Bermúdez y sus vocalistas Matilde Díaz y Bobby Ruiz, Orquesta Emisora Fuentes y Pedro Laza –que alcanzó a grabar con Daniel Santos-, por mencionar algunos.

### Traslado a Medellín
Una de las primeras motivaciones que tuvo Antonio Fuentes para trasladar su próspero negocio fue la influencia de su esposa, la antioqueña Margarita Estrada, quien deseaba estar cerca de su familia. También influyó que Cartagena empezara a destacarse por su turismo, mientras que Antioquia, y en especial su capital, Medellín, impulsó la industria. 
Ejemplo claro de este boom fue la radio ya que Medellín se convirtió en la meca de las principales cadenas. Por supuesto el matrimonio entre la radio y la industria del disco siempre estuvo presente. En consecuencia, la llamada Tacita de Plata también fue la meca de los productores fonográficos.
En 1954, Discos Fuentes se instaló en el barrio Colón de Medellín. En este mismo año presentó su primer catálogo impreso, con unos 500 títulos y varias licencias que ya representaba.
Entre 1957 y1958, aproximadamente, puso en circulación los discos "Okey baby", de Toño Fuentes, y "Very very well", Carlos Román y su Sonora Vallenata, considerado "el primer vestigio fonográfico de rock and roll grabado en Colombia".
Por supuesto, Antonio Fuentes ya era un reconocido productor fonográfico y su empresa lideraba la producción musical. Las grabaciones las hacía alquilando espacios en estudios locales y en sus propios estudios, en el barrio Manga de Cartagena. Durante esta temporada (1954-1960), algunas de las legendarias voces que se vincularon a su organización fueron Alejo Durán, Calixto Ochoa, el dueto Bowen y Villafuerte, El Caballero Gaucho, El Dueto de Antaño, el Indio Duarte y la Sonora Cordobesa, por mencionar algunos.
Antonio Fuentes impulsó, hasta su muerte, la producción musical de la compañía y su enfoque artístico. Aunque siempre contó con el apoyo incondicional de su esposa, legó los aspectos administrativos y legales a distintos profesionales, papel que luego asumieron sus hijos.
Nueva sede: el crecimiento de la empresa los obligó a buscar una nueva sede, y gracias a su esposa e hijos iniciaron la construcción de una planta más técnica, con mayor espacio para un estudio de grabación, planta de producción, bodegaje y áreas creativas y administrativas. El resultado fueron dos edificios en un terreno en las cercanías del aeropuerto Enrique Olaya Herrera de Medellín. En 1960 la estaban inaugurando, con un estudio de grabación especialmente acondicionado y todo lo necesario para la duplicación de fonogramas.
Obras musicales
Antes no se tenía conciencia de la necesidad de controlar y administrar las obras. Por esta razón Discos Fuentes en detrimento de la propia compañía y principalmente de los autores e intérpretes, estaba perdiendo los derechos por la explotación comercial que terceros hacían de sus creaciones. El 4 de agosto, en 1965, junto con su familia, se fundó la Editora Internacional de Música Ltda. —Edimúsica—, sociedad que desde esa época, administró y comercializó los derechos autorales de los creativos que confiaron en su gestión.  En 1965, se publicó "Recuérdame", el primer registro del catálogo de Discos Fuentes, cuyo repertorio está compuesto, íntegramente, por rock and roll, baladas rítmicas, twist, y ska.
Una vez protocolizada la sociedad con sede en Medellín se inició la labor de reorganizar el catálogo, registrar las obras apropiadamente, legalizar contratos con los autores y realizar los contactos necesarios a nivel nacional e internacional para tener un control acertado sobre las obras. Dos años duró esta historia, luego de los cuales la compañía, filial de Discos Fuentes, empezó a dar sus frutos, entregándoles amplios beneficios principalmente a los autores.
Con el tiempo, la compañía continuó adaptándose los cambios del negocio musical y produciendo incontables éxitos. Para muchos se convirtió en la época dorada de Discos Fuentes (1961-1978), y a esta bonanza contribuyeron artistas de la talla de La Sonora Dinamita, Adolfo Echeverría, Afrosound, Alfredo Gutiérrez, Andrés Landero, Aníbal Ángel, Aníbal Velásquez, Clímaco Sarmiento, Colacho Mendoza, Gabriel Romero, el Grupo Miramar, Gustavo Quintero y Los Graduados, Joe Arroyo, Juan Nicolás Estela, Juancho Polo Valencia, Fruko, Karool, La Integración, Los Corraleros de Majagual y sus estrellas, Los Diplomáticos, Los Pamperos, Los Pico Pico (agrupación de música infantil de la disquera), Joe Rodríguez y su grupo Latino, Armando Hernández y el combo caribe, Los Yetis, Montecristo, Edmundo Arias, Pedro Jairo Garcés y Los Golden Boys, Peregoyo y su Combo Vacaná y Rodolfo Aicardi, entre otros.
Es importante mencionar que artistas internacionales como Celio González, Alfredo de Angelis, Armando Moreno, El Chato Flórez, Joe Rodríguez y su Grupo Latino y el ya mencionado ídolo del pueblo, Daniel Santos, lograron hacer varias grabaciones para la compañía.
En las siguientes décadas, grandes ídolos de la música iniciaron o consolidaron sus carreras artísticas ante los micrófonos de Discos Fuentes. Basta mencionar artistas de la talla de Banda la Bocana, Carlos Arturo, Dolcey Gutiérrez, Estados Alterados, Joseíto Martínez, Kraken, Los Alegres Parranderos, Los Chiches Vallenatos, Los Embajadores Vallenatos, Los Nemus del Pacífico, Los Ocho de Colombia, Los Titanes, los Tupamaros, Hernán Rojas y Los Warahuaco, Orquesta La Sabrosura, The Latin Brothers y muchos más.
En la década del 90, la industria musical sufrió una gran crisis y el nuevo siglo trajo consigo un radical cambio en la forma de comercializar la música. Discos Fuentes inició la transformación desde sus bases para llevar su valioso catálogo musical, que fácilmente alcanza los 45.000 fonogramas, y sus nuevas producciones a la era digital y a la amplia oferta de plataformas en internet, telefonía celular y demás avances tecnológicos del siglo XXI.
Los nuevos rumbos que debió tomar la compañía también implicaron cambiar de sede. Las antiguas instalaciones de Discos Fuentes, en donde antes producían sus LP y casetes, además de ser el lugar donde funcionaban sus estudios de audio y vídeo, ya no serían necesarias. El 16 de enero de 2016, la compañía abrió sus nuevas oficinas en el barrio El Poblado de Medellín. Joe Rodríguez y su Grupo Latino tiene una canción en homenaje al pueblo de Medellín.

## Sus momentos más importantes
- 1934 Antonio Fuentes fundó su compañía el 28 de octubre de 1934, en Cartagena. Así se convirtió en pionero de la industria fonográfica en Colombia.
- 1960 Fue la primera en presentar el sonido estéreo en Colombia y en lograr publicar catorce canciones en un LP. De esta manera se creó 14 Cañonazos Bailables, el primer variado musical bailable del país lanzado para las festividades de fin de año. Inicia operaciones en la sede Guayabal, en cercanías al Aeropuerto Olaya Herrera de Medellín, con la infraestructura y equipos para prensado de LP y estudios de grabación para artistas y grupos.
- 1965 Fundó la Editora de Música Internacional, Edimúsica, con el fin de proteger, administrar y comercializar las obras musicales.
- 1965. Publicación del disco 14 impactos juveniles con los talentos emergentes de la Nueva Ola en Colombia, Juan Nicolás Estela (Cali), Harold Orozco (Cali), Los Yetis (Medellín), Tommy Arraut (Magangué) y Luis Fernando Garcés (La Estrella).
- 1966. Publicación del disco "Los Yetis. Volúmen 2", "Discothéque Colombia A go gó", dos sencillos de Jimmy y las Simoni Sisters.
- 1970 Inició la reproducción musical en formatos de 8-tracks y casetes hasta su desuso en los años 90´s.
- 1977 Se lanzó el variado bailable de mitad de año Síganme Los Buenos, activo hasta el 2009.
- 1987 Inició la grabación digital en 32-tracks y la reproducción en formato CD.
- 1988 Consiguió los derechos para explotar a perpetuidad los sellos Seeco y Gema en Colombia. Con ello pudo comercializar las principales grabaciones de Roberto Ledesma, de Guillermo Portabales de La Sonora Matancera y de sus estrellas, entre otros.
- 1989 Construyó un estudio especializado en la realización de videoclips, se convirtió en la primera compañía colombiana en comercializar vídeos musicales en VHS hasta principios de siglo XXI, cuando se descontinuó este formato en el mundo.
- 1990 Compró los catálogos de Discos Tropical y Estudio 15.
- 1993 Inició digitalización y restauración de su catálogo con el sistema CEDAR, único en Colombia para la época, e inauguró un complejo de audio profesional con tres estudios de grabación.
- 1994 Compró los derechos del sello Parnaso, especializado en música romántica de grandes baladistas de los años 60´s y 70´s para explotarlo en Colombia.
- 1995 Presentó al mercado el primer laserdisc dedicado a difundir la música tropical.
- 1996 Adquirió el sello Curro. Modernizó el estudio de vídeo con la adquisición de un equipo no lineal de edición y el montaje de una unidad móvil. Lanzó su página web, convirtiéndose en la primera casa discográfica de Colombia en entrar a la era virtual.
- 1997 Adquirió el sello Araucano. Creó el primer sistema Enhanced (multimedia y CD) de Colombia dedicado a la música bailable (salsa, merengue y cumbia), publicando su primer catálogo interactivo con este formato. Lanzó el variado de música vallenata 14 Vallenatos Románticos, activo hasta el 2012.
- 1998 Se inició la producción en CD de la serie Pistas musicales para cantar como..., descontinuado años después para llevarlo a DVD con el título  Karaoke para cantar como...
- 2000 Creó su primer portal de servicios en la web con los siguientes dominios: Presentación corporativa y de servicios (http://ww.discosfuentes.com), tienda virtual (http://ww.discotiendalatina.com (enlace roto disponible en Internet Archive; véase el historial, la primera versión y la última).) y emisora on-line (http://ww.lacheverisima.com).
- 2002 Presentó su primer DVD musical con el nombre de Hard Salsa Dura.
- 2003 Se fusionó con su editora y empezó a llamarse Discos Fuentes Edimúsica S. A. Publicó su primer audio libro con el título de Abriendo el Corazón. Compró el sello Machuca. Publicó el primer MP3 legal con una recopilación de 100 Grandes Éxitos de Celia Cruz y el primer karaoke en DVD.
- 2005 Integró todos sus servicios de la web —presentación corporativa y de servicios, tienda virtual y emisora on-line— en un solo dominio (http://www.discosfuentes.com).
- 2006 Lanzó su primer producto con contenidos para teléfonos móviles, ofreciendo ring tones de diversos tipos.
- 2008 Creó el sello Global Entertainment Music, línea que se especializó en comercializar shows en vivo y conceptos musicales en estuches de lujo y ediciones limitadas. Inició la administración de importantes sellos editoriales: EMC, Ediprom, Reditem, HAF Producciones, Jornan Records, Galaxia Musical, Reynaldo Armas, Corazón Latin Publishing, Surco y Barrios Productions. Además adquirió el catálogo autoral de Ediprom y la editora de Discos Victoria. Incursionó en la producción del karaoke multiplexado, un sistema que permite suprimir la voz guía cuando el usuario que se entretiene con el karaoke canta y la activa cuando este deja de cantar.
- 2009 Inició su presencia en redes como Facebook, Twitter, Instagram y YouTube. Más adelante, incursionaría en plataformas de streaming como Spotify, iTunes (reemplazada en 2019 por Apple Music), Claro Music y Deezer.
- 2015 Vendió sus históricas instalaciones a la empresa Leonisa y le entregó a la ciudad de Medellín parte de su patrimonio, a través de donaciones, a instituciones representativas de la ciudad. Los equipos de grabación utilizados en sus instalaciones, incluyendo los ya innecesarios procesadores de audio, LPs, MP3, CD, DVD y vídeos, fueron donados a la Universidad de San Buenaventura. El Instituto Metropolitano de Medellín recibió una gran discoteca en LP´s y CD´s, además de una biblioteca especializada en música. Por último, la Biblioteca Pública Piloto recibió su archivo fotográfico en formatos de papel y transparencias. Discos Fuentes cuidó de proteger su gran catálogo musical continuando con su proceso de digitalización, garantizando así su perfecta preservación.
- 2016 El 16 de enero estrenó su nueva sede en el barrio El Poblado de Medellín, la cual fue adecuada para responder al nuevo modelo de negocios en la música y a sus constantes y cambiantes retos. Acogiendo el resurgimiento del LP en el mundo, presentó el Volumen 56 de 14 Cañonazos Bailables en este formato, además del de descarga virtual que reemplaza a los de CD y DVD. Al prescindir de sus equipos de prensado y grabación, sus redes sociales y descargas en línea pasan a ser los medios utilizados para promocionar sus artistas y comercializar sus éxitos. Los LPs, CDs y DVDs que aún venden en su sitio web son materiales no donados.
- 2017 Estrena su nuevo sitio en la red con el dominio https://www.discosfuentes.com.co, diversificando su oferta comercial, además de la música, en la venta de libros, mercadería y ropa con el logo de Discos Fuentes y sus productos relacionados (14 Cañonazos Bailables, entre otros).
- 2018 Lanza el Volumen 58 de 14 Cañonazos Bailables en memoria USB interactiva, con estuche de lujo y sugestivas modelos en su portada para rescatar el formato físico de este variado musical, siendo la primera y única casa discográfica del país que lanza álbumes musicales en este formato, continuando esta tradición en los años siguientes.
- 2020 Celebrando los 60 años de 14 Cañonazos Bailables, lanza un libro con las mejores historias y anécdotas de este variado musical de fin de año, el cual se mantiene en el tiempo pese a los cambios en la industria de la música, la cual pasó de la era del formato físico al digital.
- 2022 A finales de año Discos Fuentes lanza, en unión con la otra casa discográfica de Colombia, Codiscos,  una playlist o lista de reproducción conjunta en sus respectivas plataformas digitales, con los mejores éxitos y catálogos musicales de ambas compañías discográficas nacionales, últimas que aún subsisten en el mercado musical colombiano. Así mismo, lanza un álbum con figuras en laminas sobre los 14 Cañonazos y los artistas que han hecho parte de este variado musical de fin de año.
- 2023 Nuevamente Discos Fuentes se une a Codiscos, esta vez para lanzar en conjunto el variado de fin de año "Los 14 Cañonazos del Disco del Año", uniendo por primera vez los dos variados de fin de año de ambas disqueras (14 Cañonazos Bailables y El Disco del Año), con los mejores clásicos tropicales de las dos compañías discográficas a lo largo del tiempo. Lanzado en formato de vinilo en color dorado, con portada de colección, son seleccionados 14 éxitos de siempre para este variado, 7 por parte de cada casa disquera.

## Artistas notables
En sus estudios se gestó gran parte de la cultura musical del país, y muchos de los artistas que iniciaron su carrera con esta marca son referencias musicales obligadas, entre ellos podemos destacar:  
| - Adolfo Echeverría La Sabrosura Orquesta - Afrosound - Alejandro Durán - Andrés Landero - Armando Hernández - Banda La Bocana - Bovea y sus Vallenatos - Celina y Reutilio - Fruko y sus Tesos - Guillermo Buitrago - Gustavo Quintero - Joe Arroyo - Joe Rodríguez y su Grupo Latino - Jorge Oñate - Juancho Polo Valencia - La Sonora Dinamita - La Sonora Carruseles - Los Chiches Vallenatos - Los Corraleros de Majagual - Los Pico Pico - Los Diplomáticos - Los Embajadores Vallenatos - Los Ocho de Colombia - Los Teen Agers - Los Titanes - Los Tupamaros - Los Hispanos - Lucho Bowen - Pacho Galán - Pastor López - Pedro Laza - Rodolfo Aicardi - Sonora Matancera - The Latin Brothers |

## Catálogo
En su catálogo general existían más de 45.000 obras referencias, que abarcaban los ritmos con mayor acogida de Colombia y Latinoamérica. Hoy continúa comercializando el catálogo de LPs, CD y DVD que aún mantiene, y produciendo además a nuevos y a consagrados talentos musicales y sus sencillos, teniendo grandes aciertos en la música popular, el vallenato, la música tropical, la salsa y los géneros urbanos. 
Por este sello discográfico pasaron talentos, y algunos aún se mantienen, en diversos géneros musicales como el vallenato, con artistas como Daniel Calderón y Los Gigantes, Luis Mateus, Alex Manga, Jorge Oñate, Los Embajadores Vallenatos, Amín Martínez y Los Chiches Vallenatos; la música urbana con Mike Bahía, Pipe Calderón, Ken-Y, Ñejo, Lucas Bloom, Oco Yajé y Lucas Arnau; en la salsa con Willy García y John Dennis; la rumba tropical con Los Hermanos Medina y Son de Ovejas, y la música popular con Paola Jara, Francy, Jhonny Rivera y Jessi Uribe.